# 6月30日
6月30日（ろくがつさんじゅうにち）は、グレゴリオ暦で年始から181日目（閏年では182日目）にあたり、年末まであと184日ある。6月の最終日である。

## できごと

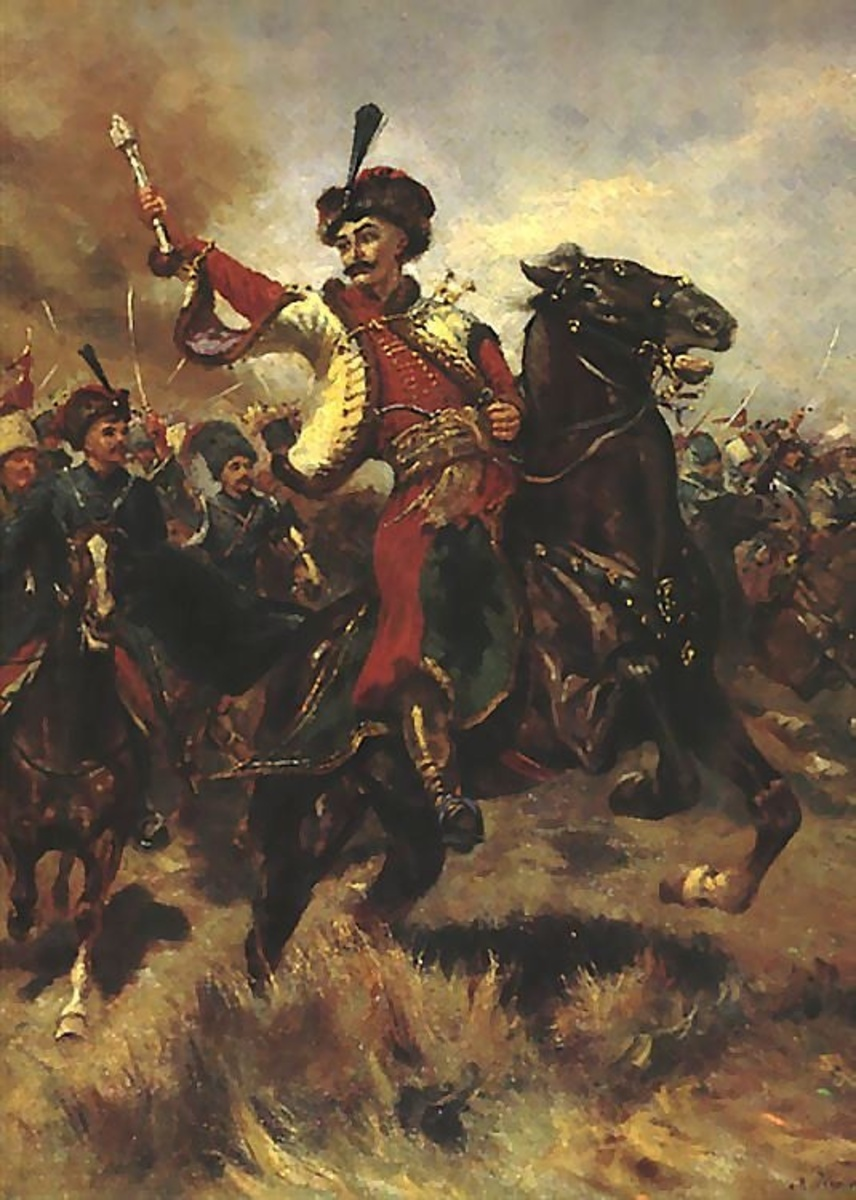
ベレステーチュコの戦い終結(1651)

- 1333年（元弘3年/正慶2年5月18日） - 元弘の乱: 鎌倉幕府軍と新田義貞率いる反幕府軍の合戦・鎌倉の戦いが始まる。
- 1643年 - イングランド内戦: アドウォルトン・ムーアの戦い。
- 1651年 - 大洪水時代・フメリニツキーの乱: ベレステーチュコの戦い（英語版）が終結。
- 1688年（グレゴリオ暦7月10日） - 名誉革命: オランダ統領オラニエ公ウィレム3世（後のイングランド王ウィリアム3世）のもとにイングランド議会からのイングランド王即位要請の手紙が届く。 (en:Invitation to William)
- 1805年 - アメリカ合衆国議会でミシガン準州が発足。
- 1846年 - ジョン・ラッセルがイギリスの32代首相に就任。
- 1868年（明治元年5月11日） - 明治新政府が、元・江戸町奉行支配地域を管轄する江戸府（後の東京府）を設置。
- 1876年 - イギリス人の手により、中国初の鉄道が上海・呉淞間に開通。
- 1882年 - 米大統領ジェームズ・ガーフィールドを暗殺したチャールズ・J・ギトーが絞首刑に処せられる。
- 1894年 - 三菱一号館竣工が竣工。丸の内に三菱合資会社が建てた最初のオフィスビル。ジョサイア・コンドル設計のレンガ建築の建物だったが、1968年に解体された[1]。その後2009年4月30日、旧来の建物を復元する形で三菱一号館美術館が建築された[2]。
- 1894年 - ロンドンのタワーブリッジが使用開始。
- 1898年 - 日本で大隈重信が第8代内閣総理大臣に就任し、第1次大隈内閣（隈板内閣）が発足。日本初の政党内閣。
- 1905年 - アルベルト・アインシュタインが特殊相対性理論の最初の論文を物理雑誌に提出[3]。
- 1908年 - シベリアでツングースカ大爆発が起こる。
- 1909年 - 京成電気軌道（現在の京成電鉄）設立。
- 1917年 - アメリカ海軍の戦艦「アイダホ」が進水。
- 1934年 - 長いナイフの夜事件（レーム事件）。ヒトラーが突撃隊幹部などの政敵を粛清。
- 1936年 - マーガレット・ミッチェルの小説『風と共に去りぬ』が発刊。
- 1940年 - 沖縄県平良港（現宮古島市）から伊良部島に向かう連絡船が沈没。75人が死亡・行方不明[4]。
- 1944年 - 第二次世界大戦: 国民学校初等科の学童疎開促進要綱を閣議決定。
- 1948年 - AT&Tベル研究所がトランジスタの発明を発表。
- 1949年 - 平事件。福島県平市（現在のいわき市）で日本共産党の宣伝用掲示板の設置許可の取消しをめぐり、共産党員と平市警察が衝突。
- 1951年 - 覚醒剤取締法公布。
- 1955年 - 自治体警察全廃。
- 1956年 - グランドキャニオン空中衝突事故。
- 1959年 - 宮森小学校米軍機墜落事故。米軍嘉手納空軍基地を離陸したF-100D戦闘機が石川市宮森小学校に墜落、給食準備中の児童ら17人が死亡。
- 1960年 - ベルギー領コンゴが独立してコンゴ共和国（後のザイール、現在のコンゴ民主共和国）となる[5]。
- 1966年 - ビートルズの日本公演初日が日本武道館で行われる。
- 1967年 - ケネディ・ラウンド最終文書に53か国が調印。
- 1967年 - 佐藤栄作首相が朴正煕大統領就任式出席のために韓国を訪問。初の首相訪韓[6]。
- 1970年 - トミーがミニカーのトミカ初代6車種を発表される[7]。
- 1971年 - ソ連のソユーズ11号が帰還時の事故で宇宙飛行士3名死亡。
- 1971年 - イタイイタイ病訴訟で富山地裁が原告住民勝訴の判決を下す。被告の三井金属鉱業は即日控訴。
- 1971年 - 九州自動車道が九州縦貫自動車道として植木IC-熊本IC間で開通。
- 1972年 - 初の閏秒による世界協定時 (UTC) 調整が行われる。
- 1974年 - 上野動物園のおサル電車が廃止[6]。
- 1978年 - 1969年に発生した東大安田講堂事件の裁判が全て終了。最終的に607人が起訴されて590人が有罪になった[8]。
- 1982年 - 国鉄仁堀連絡船がこの日限りで廃止。
- 1985年 - 北海道の国鉄興浜北線・岩内線がこの日限りで営業終了[9]。翌7月1日廃止。
- 1987年 - 第四次全国総合開発計画（四全総）が決定。
- 1989年 - スーダンで無血クーデター（英語版）。オマル・アル＝バシールが実権を掌握。
- 1989年 - CD-ROMを媒体とした世界初のRPG『天外魔境 ZIRIA』が発売される。
- 1991年 - 同和鉱業片上鉄道線が営業運転を終了。翌7月1日廃止。
- 1992年 - カナダ造幣局が1カナダドル硬貨（英語版）を発行。
- 1994年 - 日本社会党の村山富市委員長が首相に就任し、47年ぶりの社会党首相が誕生。自民・社会・さきがけの連立による村山富市内閣が発足。
- 1996年 - 松竹歌劇団（SKD）が解散。68年の歴史に幕を下ろす。
- 1999年 - 韓国の京畿道華城でシーランド火災事故が発生。幼稚園生と引率教師ら23人死亡、5人が重軽傷。
- 2002年 - 5月31日から行われていたFIFAワールドカップ 日本・韓国大会決勝戦が横浜国際総合競技場で行われ、ブラジルがドイツを2-0で下し、史上最多の5回目の優勝を果たす。
- 2003年 - 日本のアマチュア衛星「XI-IV」および「CUTE-I」打ち上げ。
- 2004年 - NTTドコモがポケットベルの新規契約の受付を停止。
- 2005年 - スペインで同性婚法成立。
- 2007年 - 2004年の集中豪雨で鉄橋が流され、一部区間で不通になっていたJR越美北線が、全線で運転を再開[6]。
- 2009年 - イエメニア626便墜落事故。
- 2011年 - 中国で、26.7kmの海上橋青島膠州湾大橋が開通。
- 2013年 - 銀座松坂屋が閉店[10]。
- 2015年 - 東海道新幹線火災事件発生[11]。
- 2018年 - 第42回世界遺産委員会で長崎の教会群とキリスト教関連遺産が世界遺産（文化遺産）に登録[12]。
- 2018年 - 名古屋市の老舗百貨店丸栄が閉店[13]。
- 2019年 - 日本が国際捕鯨委員会（IWC）から脱退[14][15]。
- 2019年 - 板門店で米朝首脳会談を開催[16]。
- 2019年 - F1オーストリアグランプリにて、レッドブル・ホンダのマックス・フェルスタッペンがホンダエンジンにとって2006年ハンガリーグランプリ以来となる優勝を果たした。
- 2020年 - 香港で国家安全維持法が公布、即日施行される[17]。
- 2020年 - 民放FMラジオ局のFM PORT（新潟県）とRadio NEO（愛知県）が閉局[18]。
- 2022年 - ペルーで大規模な地すべりが発生。
- 2025年 - 民間BS放送局のBS松竹東急が閉局。

## 誕生日

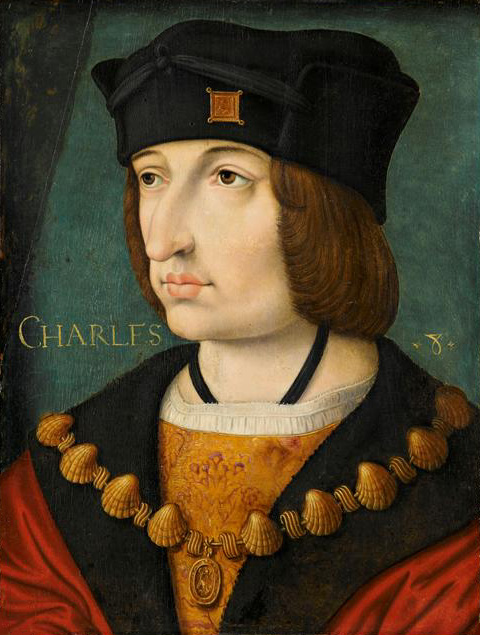
フランス王「温情王」シャルル8世(1470-1498)誕生。

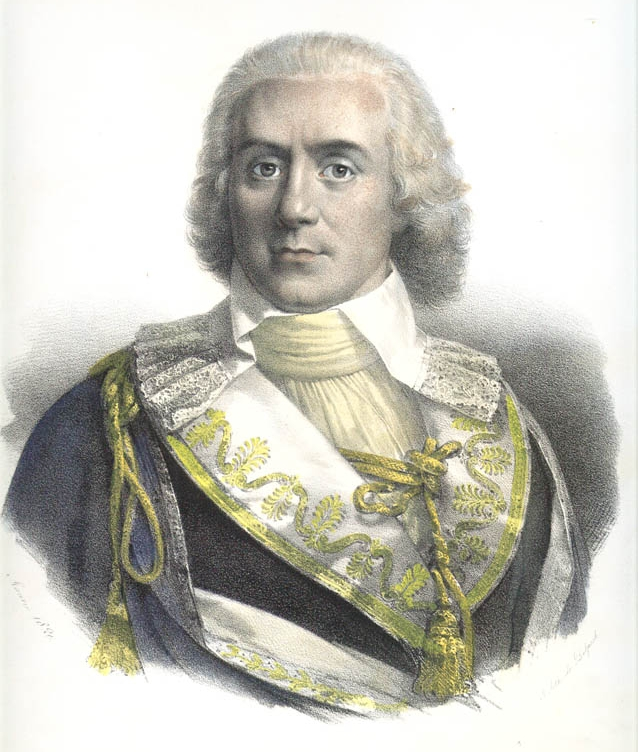
テルミドールのクーデターの首謀者のひとり、政治家ポール・バラス(1755-1829)誕生。

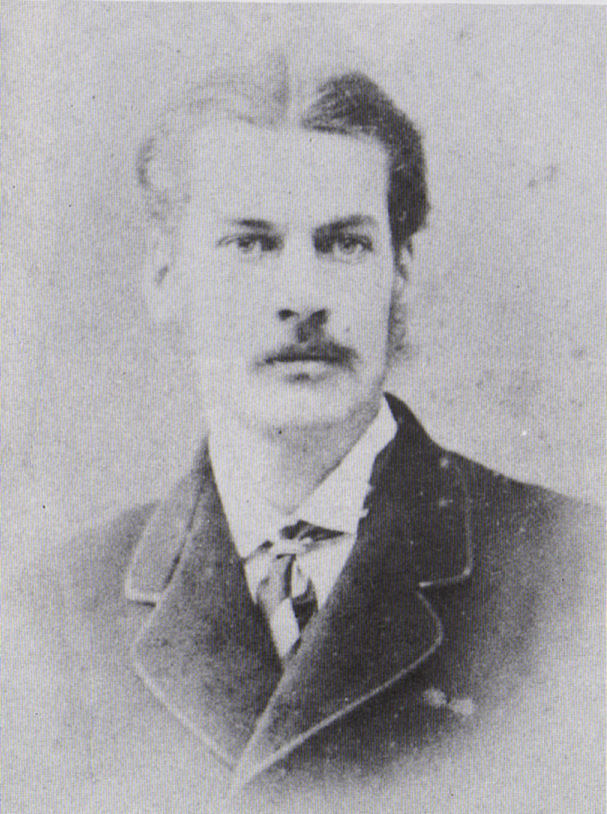
イギリスの外交官・日本学者、アーネスト・サトウ(1843-1929)誕生。

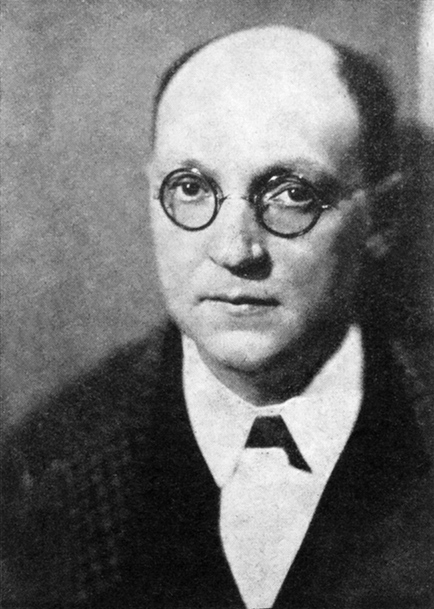
作家ジョルジュ・デュアメル(1884-1966)誕生。

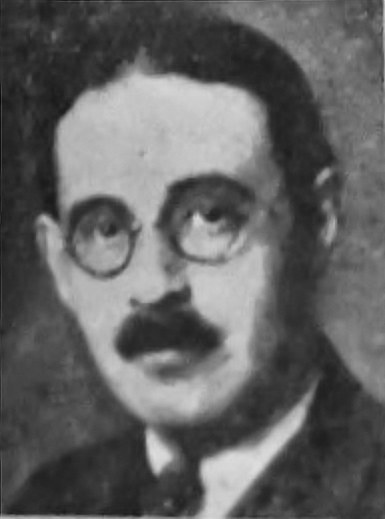
政治学者ハロルド・ラスキ(1893-1950)誕生。

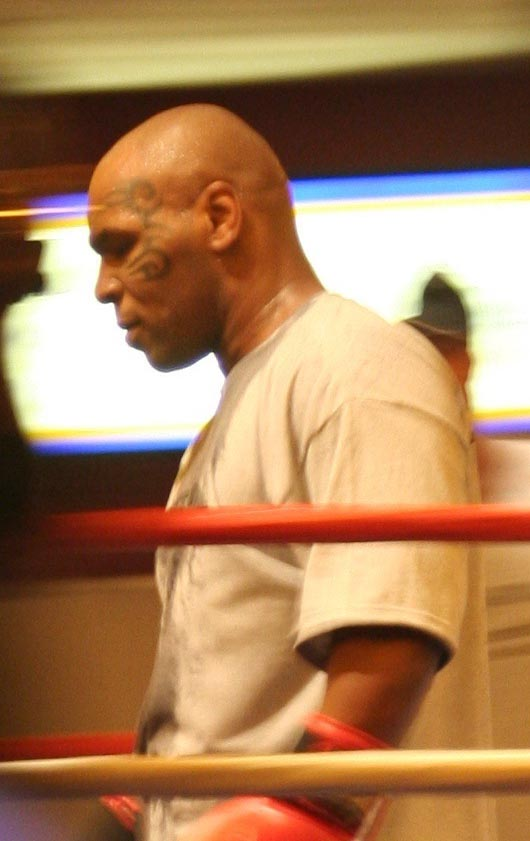
プロボクサー、マイク・タイソン(1966-)誕生。

- 1470年 - シャルル8世、フランス王（+ 1498年）
- 1656年（明暦2年5月8日） - 田村建顕、初代一関藩主（+ 1708年）
- 1685年 - ジョン・ゲイ、詩人、劇作家（+ 1732年）
- 1716年（正徳6年5月11日） - 井伊直員、第3代与板藩主（+ 1735年）
- 1751年（寛延4年6月8日） - 藤堂高悠、第8代津藩主（+ 1770年）
- 1755年 - ポール・バラス、フランス革命期の政治家（+ 1829年）
- 1768年 - エリザベス・モンロー、アメリカ合衆国のファーストレディ（+ 1830年）
- 1814年 - フランツ・フォン・ディンゲルシュテット、詩人、劇作家、劇場支配人（+ 1881年）
- 1817年 - ジョセフ・ダルトン・フッカー、植物学者（+ 1911年）
- 1826年（文政9年5月25日） - 鍋島直紀、第9代蓮池藩主（+ 1891年）
- 1841年（天保12年5月12日） - 相良頼基、第15代人吉藩主（+ 1885年）
- 1843年 - アーネスト・サトウ、外交官（+ 1929年）
- 1851年（嘉永4年6月2日） - 伊沢修二、教育者（+ 1917年）
- 1853年（嘉永6年5月24日）- 飯村丈三郎、政治家、教育者、実業家（+ 1927年）
- 1877年 - 東くめ、童謡作詞家（+ 1969年）
- 1881年 - ニール・ボール、元プロ野球選手（+ 1957年）
- 1884年 - ジョルジュ・デュアメル、作家、詩人（+ 1966年）
- 1893年 - ハロルド・ラスキ、政治学者（+ 1950年）
- 1898年 - ヤン・ダーメン、ヴァイオリニスト（+ 1957年）
- 1899年 - 山田秀三、官僚、実業家、アイヌ語地名研究家（+ 1992年）
- 1900年 - ベアトリクス・ローラン、フィギュアスケート選手（+ 1975年）
- 1903年 - 石田英一郎、文化人類学者、民族学者（+ 1968年）
- 1907年 - 内田常雄、政治家（+ 1977年）
- 1916年 - 西川辰美、漫画家（+ 1971年）
- 1917年 - スーザン・ヘイワード、女優（+ 1975年）
- 1920年 - 三村正、元プロ野球選手
- 1921年 - 伊勢川真澄、元プロ野球選手（+ 1996年）
- 1925年 - ミシュリーヌ・ラノア、フィギュアスケート選手（+ 2023年）
- 1926年 - ニコライ・ザテエフ、ソビエト連邦海軍の軍人（+ 1998年）
- 1929年 - 滝良彦、元プロ野球選手（+ 2017年）
- 1933年 - デーヴ・ロバーツ、元プロ野球選手（+ 2021年）
- 1934年 - 西澤暲、アナウンサー
- 1935年 - 秋本祐作、元プロ野球選手（+ 2016年）
- 1936年 - 岩倉壽、日本画家、京都市立芸術大学名誉教授（+ 2018年）
- 1941年 - ラッシャー木村、プロレスラー（+ 2010年）
- 1943年 - 篠原良昭、元プロ野球選手
- 1944年 - 上垣内誠、元プロ野球選手
- 1944年 - テリー・ファンク、プロレスラー（+ 2023年）
- 1945年 - 脇坂隆志、元プロ野球選手
- 1946年 - 羽黒岩智一、元大相撲力士、年寄14代雷（+ 2016年）
- 1947年 - マーティン・ショー、大学教授
- 1947年 - 南伸坊、イラストレーター
- 1947年 - 岡正光、元プロ野球選手
- 1949年 - 山本和行、元プロ野球選手
- 1950年 - 岩崎透、実業家（+ 2023年）
- 1951年 - 立川談四楼、落語家
- 1951年 - 田中昌之、歌手（クリスタルキング）
- 1951年 - 中村武義、元プロ野球選手
- 1953年 - 村上信夫、アナウンサー
- 1954年 - 石井隆夫、声優（+ 2018年）
- 1955年 - 土居孝幸、イラストレーター、キャラクターデザイナー、漫画家
- 1958年 - エサ＝ペッカ・サロネン、作曲家、指揮者
- 1960年 - 塀内夏子、漫画家
- 1961年 - 河野正美、政治家
- 1962年 - トニー・フェルナンデス、元プロ野球選手（+ 2020年）
- 1963年 - イングヴェイ・マルムスティーン、ギタリスト
- 1964年 - 千代信人、政治活動家
- 1964年 - 柳川ヨシヒロ、漫画家
- 1964年 - マーク・ウォーターズ、映画監督、映画プロデューサー
- 1965年 - ナース井手、元タレント
- 1966年 - マイク・タイソン、プロボクサー
- 1967年 - 森井和美、野球選手
- 1968年 - 山下真、弁護士、政治家、第10代奈良県生駒市長
- 1969年 - 野村弘樹、元プロ野球選手
- 1969年 - 伊東かなえ、元アナウンサー
- 1971年 - 岡島清延、元サッカー選手、指導者
- 1972年 - ギャレット・アンダーソン、元プロ野球選手
- 1973年 - 甲賀瑞穂、タレント
- 1973年 - 中川申也、元プロ野球選手
- 1973年 - フランク・ロスト、元サッカー選手
- 1974年 - エフゲニー・プリウタ、フィギュアスケート選手
- 1975年 - ラルフ・シューマッハ、F1レーサー
- 1977年 - 矢部太郎、お笑いタレント、漫画家（カラテカ）
- 1977年 - 北郷三穂子、NHKアナウンサー
- 1977年 - タチアナ・ガルビン、プロテニス選手
- 1979年 - 吉村民、タレント
- 1979年 - 大石普人、漫画家
- 1980年 - トッド・リンデン、元プロ野球選手
- 1980年 - 二木あい、水中表現家
- 1980年 - 佐々木正詞、元野球選手
- 1980年 - 鈴木磨人、フットサル選手
- 1980年 - 麻衣、モデル
- 1981年 - 中野謙吾、日本テレビアナウンサー
- 1981年 - 鈴木亮、野球選手
- 1982年 - 斎藤桃子、声優
- 1982年 - ジャ・ジャ、歌手
- 1983年 - 越智大祐、元プロ野球選手
- 1983年 - 青木秀加、タレント
- 1983年 - シェリル・コール、ミュージシャン（ガールズ・アラウド）
- 1984年 - 上園啓史、元プロ野球選手
- 1984年 - 越川優、バレーボール選手
- 1984年 - エカテリーナ・コステンコ、フィギュアスケート選手
- 1984年 - 西村真二、お笑いタレント、元アナウンサー（コットン）
- 1985年 - 大原慎司、元プロ野球選手
- 1985年 - 嶋田歩、元グラビアアイドル
- 1985年 - 春田なな、漫画家
- 1985年 - マイケル・フェルプス、競泳選手
- 1985年 - ラファウ・ブレハッチ、ピアニスト
- 1985年 - パット・ベンディット、プロ野球選手
- 1985年 - 桂紗綾、アナウンサー
- 1986年 - 洪秀兒（英語版）、女優
- 1986年 - フレディ・グアリン、サッカー選手
- 1986年 - 雨宮萌果、アナウンサー
- 1987年 - 金子恭平、歌手（元FLAME）
- 1987年 - 武田洋平、サッカー選手
- 1987年 - ラフィーニャ、サッカー選手
- 1987年 - 高見侑里、キャスター、タレント
- 1987年 - コール・フィゲロア、プロ野球選手
- 1988年 - 中尾明慶、俳優
- 1988年 - 白川大輔、元プロ野球選手
- 1989年 - 岡田雅利、元プロ野球選手
- 1989年 - 未来弥、俳優、モデル
- 1990年 - タカオユキ、ミュージシャン、元声優（みみめめMIMI）
- 1990年 - かとう唯、ミュージカル女優
- 1990年 - コディ・アッシー、プロ野球選手
- 1990年 - ヘスス・アギラー、プロ野球選手
- 1990年 - マテイ・ドボウシェク、スキージャンプ選手
- 1990年 - ファクンド・ベルトリオ、サッカー選手
- 1991年 - 天月-あまつき-、歌手、声優
- 1991年 - 夏帆、タレント、女優
- 1991年 - ニコル・ロウ、ベーシスト（インキュバス）
- 1991年 - 皆川玲奈、TBSアナウンサー
- 1992年 - 大野果歩、元バレーボール選手
- 1992年 - 大野果奈、元バレーボール選手
- 1993年 - 川越誠司、プロ野球選手
- 1993年 - 坂口実成夢、俳優
- 1993年 - 菊地あやか、元ファッションモデル、元アイドル（元AKB48）
- 1994年 - 雨宮夕夏、声優
- 1994年 - 南彩夏、タレント、元アイドル
- 1995年 - peco、ファッションモデル
- 1995年 - 春日望、声優
- 1996年 - 岡本和真、プロ野球選手
- 1996年 - LUHICA、歌手
- 1996年 - 山本大貴、アナウンサー
- 1997年 - 伊藤健太郎、俳優
- 1998年 - 葵わかな、女優
- 1999年 - 須崎優衣、レスリング選手
- 1999年 - 横田真悠、タレント、ファッションモデル
- 1999年 - 小川千奈、気象キャスター
- 1999年 - 畑めい、AV女優
- 2000年 - 日原あゆみ、声優
- 2001年 - 西田ひらり、歌手、元アイドル（元ONE CHANCE、元GEM）
- 2002年 - 古田愛理、ファッションモデル
- 2002年 - 髙村栞里、タレント
- 2007年 - 近藤藍月、ファッションモデル
- 生年不詳 - 芽吹幸奈、女優、元宝塚歌劇団
- 生年不詳 - 中島麻実、声優
- 生年不詳 - 浜崎容子、歌手（アーバンギャルド）

## 忌日

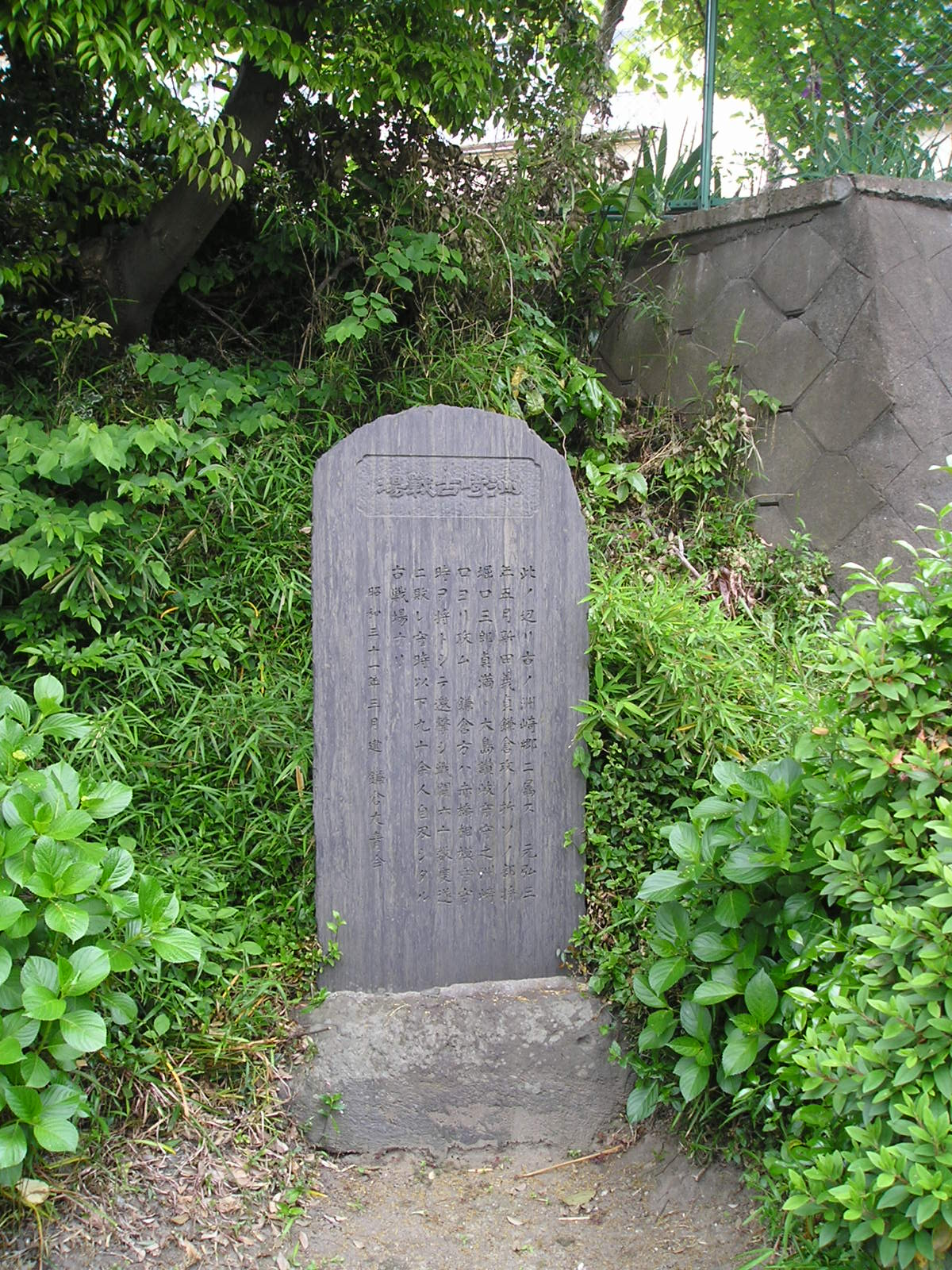
鎌倉幕府最後の執権、北条守時(1295-1333)自刃。画像は州崎古戦場蹟に建てられた石碑。

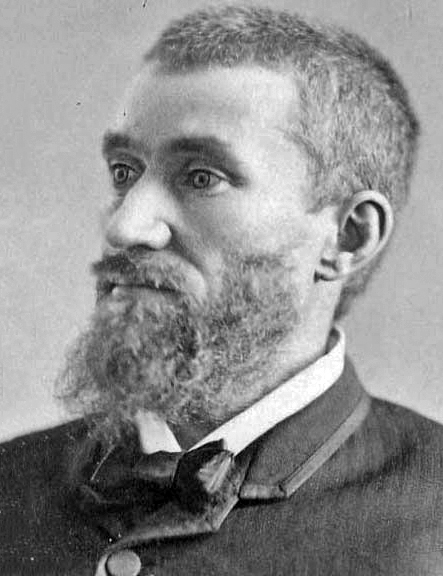
チャールズ・J・ギトー(1841-1882)絞首刑。ガーフィールド大統領暗殺事件の犯人。

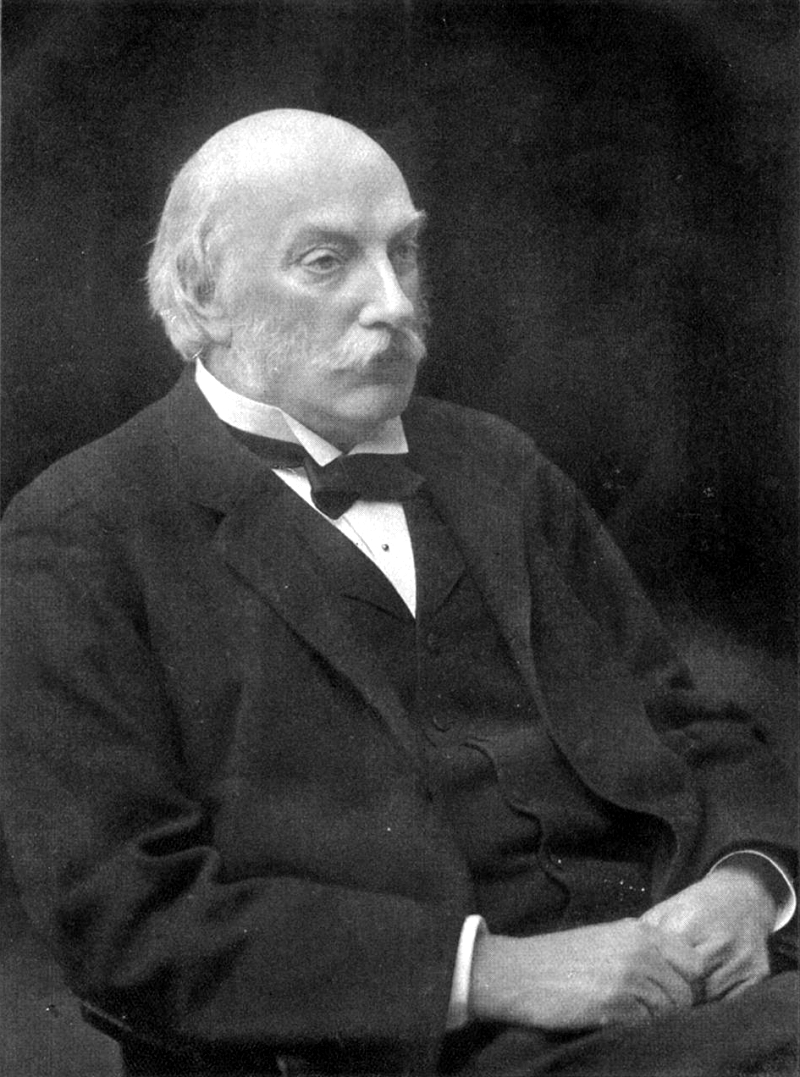
物理学者、「レイリー卿」ジョン・ウィリアム・ストラット(1842-1919)没。

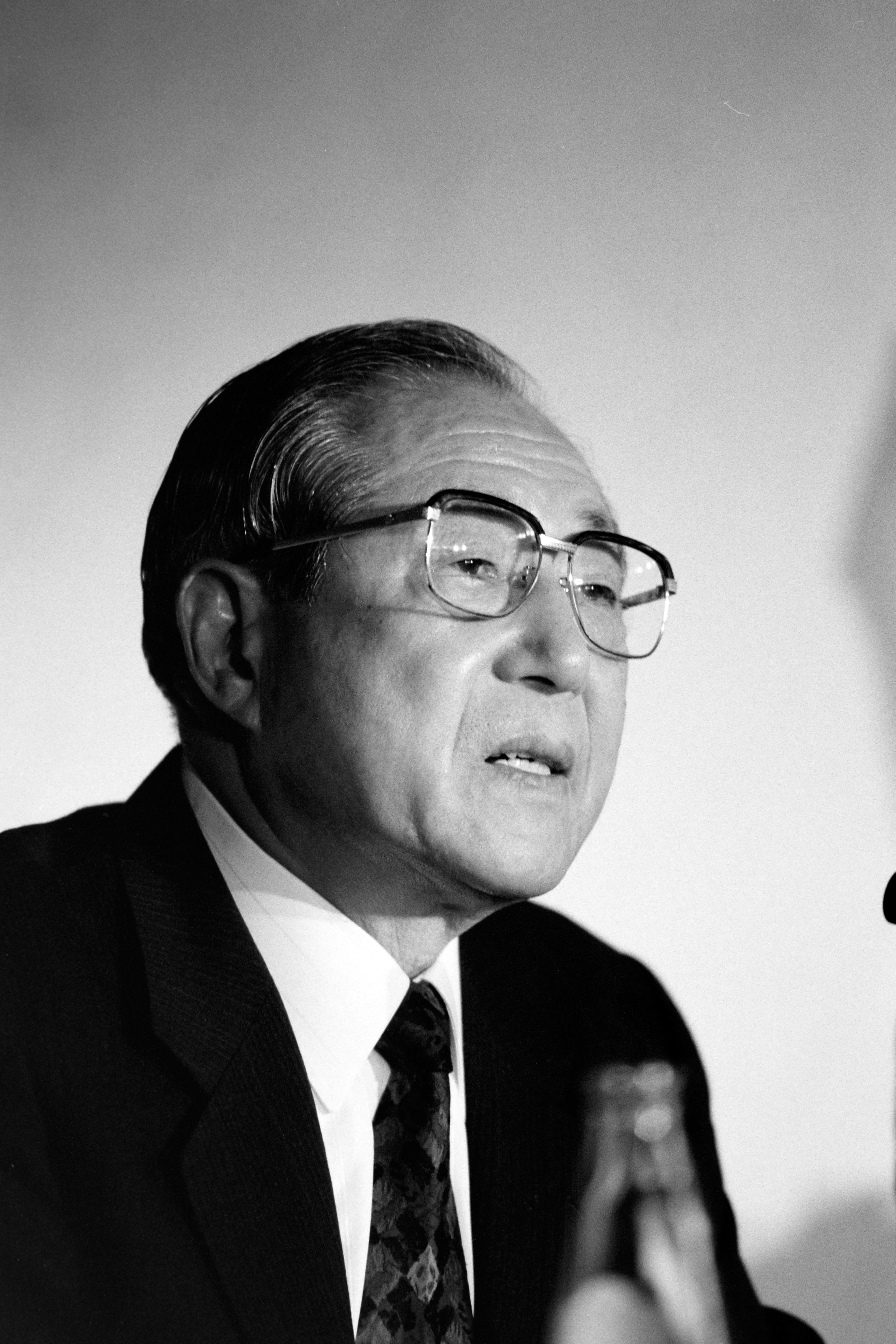
元オリンパス光学工業社長下山敏郎(1924-2013)没。

- 1333年（元弘3年5月18日） - 北条守時、鎌倉幕府第16代執権（* 1295年）
- 1488年 - アンドレア・デル・ヴェロッキオ、画家、彫刻家、建築家、版画家（* 1435年頃）
- 1496年（明応5年5月20日） - 日野富子、足利義政の正室、足利義尚の母（* 1440年）
- 1522年 - ヨハネス・ロイヒリン、古典学者、人文学者（* 1455年）
- 1649年 - シモン・ヴーエ、画家（* 1590年）
- 1660年 - ウィリアム・オートレッド、数学者（* 1574年）
- 1666年 - アダム・クリーガー、作曲家（* 1634年）
- 1785年 - ジェームス・オグルソープ、軍人、都市計画家（* 1696年）
- 1791年 - ジャン＝バティスト・デカン、美術史家、画家（* 1714年）
- 1817年 - アブラハム・ゴットロープ・ウェルナー、地質学者（* 1749年）
- 1831年 - ウィリアム・ロスコー、銀行家、歴史家、作家（* 1753年）
- 1857年 - アルシド・ドルビニ、博物学者（* 1802年）
- 1882年 - チャールズ・J・ギトー、法律家、政治活動家（* 1841年）
- 1908年 - トーマス・ヒル、画家（* 1829年）
- 1919年 - ジョン・ウィリアム・ストラット、物理学者（* 1842年）
- 1934年 - クルト・フォン・シュライヒャー、ドイツ首相（* 1882年）
- 1934年 - グレゴール・シュトラッサー、ナチス左派の指導者（* 1892年）
- 1949年 - 長岡春一、外交官、元常設国際司法裁判所判事（* 1877年）
- 1954年 - 三宅克己、画家（* 1874年）
- 1957年 - 川合玉堂、画家（* 1873年）
- 1961年 - リー・ド・フォレスト、発明家、技術者（* 1873年）
- 1962年 - 春日政治、国語学者（* 1878年）
- 1965年 - ウィリアム・ダドリー・ペリー、政治活動家、小説家、脚本家、ジャーナリスト（*1890年）
- 1966年 - マージェリー・アリンガム、推理作家（* 1904年）
- 1966年 - ジュゼッペ・ファリーナ、F1レーサー（* 1906年）
- 1971年 - ゲオルギー・ドブロボルスキー、軍人、宇宙飛行士（* 1928年）
- 1971年 - ビクトル・パツァーエフ、宇宙飛行士（* 1933年）
- 1971年 - ウラディスラフ・ボルコフ、宇宙飛行士（* 1935年）
- 1974年 - ヴァネヴァー・ブッシュ、アナログコンピュータ技術者（* 1890年）
- 1975年 - 朝比奈泰彦、薬学者、東京大学名誉教授（* 1881年）
- 1975年 - 金子光晴、詩人（* 1895年）
- 1975年 - 加藤謙一、雑誌編集者（* 1896年）
- 1978年 - 柴田錬三郎、小説家（* 1917年）
- 1984年 - リリアン・ヘルマン、劇作家（* 1905年）
- 1985年 - 高橋秀俊、物理学者、東京大学名誉教授（* 1915年）
- 1993年 - ウォン・カークイ、ミュージシャン（* 1962年）
- 1994年 - 八島太郎、画家、絵本作家（* 1908年）
- 1995年 - 曽田範宗、機械工学者、東京大学名誉教授（* 1911年）
- 1995年 - 和泉元秀、狂言方能楽師、和泉流十九世宗家（* 1937年）
- 1996年 - 坂本新兵、俳優（* 1935年）
- 1997年 - 石橋幹一郎、実業家、元ブリヂストン社長（* 1920年）
- 1998年 - 入矢義高、中国文学研究者、名古屋大学名誉教授、京都大学名誉教授（* 1910年）
- 1999年 - 石井藤吉郎、野球選手、野球指導者（* 1924年）
- 2000年 - 鈴木充、実業家、元中日新聞社副社長・東海テレビ放送社長（* 1908年）
- 2000年 - 山吹まゆみ、女優（* 1940年）
- 2000年 - アンリ菅野、ジャズ歌手（* 1948年）
- 2001年 - チェット・アトキンス、カントリーギタリスト（* 1924年）
- 2001年 - ジョー・ヘンダーソン、ジャズサクソフォーン奏者（* 1937年）
- 2002年 - ピート・グレイ、プロ野球選手（* 1915年）
- 2002年 - 上野修、ラジオ番組プロデューサー（* 1930年）
- 2004年 - 北爪利世、クラリネット奏者（* 1916年）
- 2005年 - 小倉昌男、実業家、元ヤマト運輸社長、宅急便考案者（* 1924年）
- 2005年 - アレクセイ・スルタノフ、ピアニスト（* 1969年）
- 2006年 - ジョイス・ハット、ピアニスト（* 1928年）
- 2006年 - 山内弘、政治家（* 1929年）
- 2006年 - ローベルト・ゲルンハルト、作家、画家（* 1937年）
- 2007年 - 高藤鉄雄、実業家、元三共社長（* 1935年）
- 2008年 - 𨂊池均、プロ野球審判員（* 1945年）
- 2009年 - 高宮行男、実業家、代々木ゼミナール創業者（* 1917年）
- 2009年 - 伊藤英覚[19]、流体力学者（* 1924年）
- 2009年 - ピナ・バウシュ、振付家、ダンサー（* 1940年）
- 2010年 - 有働亨、俳人（* 1920年)
- 2010年 - 近藤道生、海軍軍人、官僚、実業家、元国税庁長官、元博報堂社長（* 1920年)
- 2010年 - パク・ヨンハ、俳優、歌手（* 1977年）
- 2012年 - イツハク・シャミル、政治家（* 1915年）
- 2012年 - アンジェロ・マンジャロッティ、建築家、工業デザイナー（* 1921年）
- 2013年 - 下山敏郎、実業家、元オリンパス光学工業社長（* 1924年）
- 2014年 - ボブ・ヘイスティングス、俳優（* 1925年）
- 2014年 - ポール・マザースキー、映画監督、俳優（* 1930年）
- 2016年 - 渡海昇二、元プロ野球選手（* 1938年）
- 2016年 - 横山啓明、翻訳家（* 1956年）
- 2017年 - シモーヌ・ヴェイユ、政治家、元フランス保健大臣、元欧州議会議長（* 1927年）
- 2018年 - ホセ・アントニオ・サルドゥア、サッカー選手（* 1941年）
- 2019年 - ミッチェル・ファイゲンバウム、数理物理学者（* 1944年）
- 2019年 - 吉田晴乃、実業家、元BTグループ日本法人社長（* 1964年）
- 2020年 - イダ・ヘンデル、ヴァイオリニスト（* 1928年）
- 2020年 - キラー・ブルックス、プロレスラー（* 1947年）
- 2020年 - アルフレッド・コティ、プロボクサー、第5代WBOバンタム級王者（* 1968年）
- 2020年 - もりしげ、漫画家（* 生年不詳）
- 2021年 - 金子隆一、僧侶、写真史家（* 1948年）
- 2021年 - 増山法恵、漫画原作者、小説家、評論家（* 1950年）
- 2021年 - 大島康徳、元プロ野球選手、監督（* 1950年）
- 2022年 - 岩田達明、囲碁棋士（* 1926年）
- 2022年 - ウラジーミル・ゼレンコ、医師（* 1973年）
- 2023年 - 朝倉隆、俳優、歌手（* 1951年）
- 2023年 - ダレン・ドロズドフ、アメリカンフットボール選手、プロレスラー（* 1969年）
- 2024年 - 渡辺勝、ミュージシャン（* 1950年）
- 2024年 - ルーシャス・バンダ、シンガーソングライター、政治家（* 1970年）
- 2024年 - 張志傑、バドミントン選手（* 2007年）
- 2025年 - 村井真二、有機合成化学者、大阪大学名誉教授（* 1938年）
- 2025年 - 高雄右京、漫画家（* 1971年）

## 記念日・年中行事

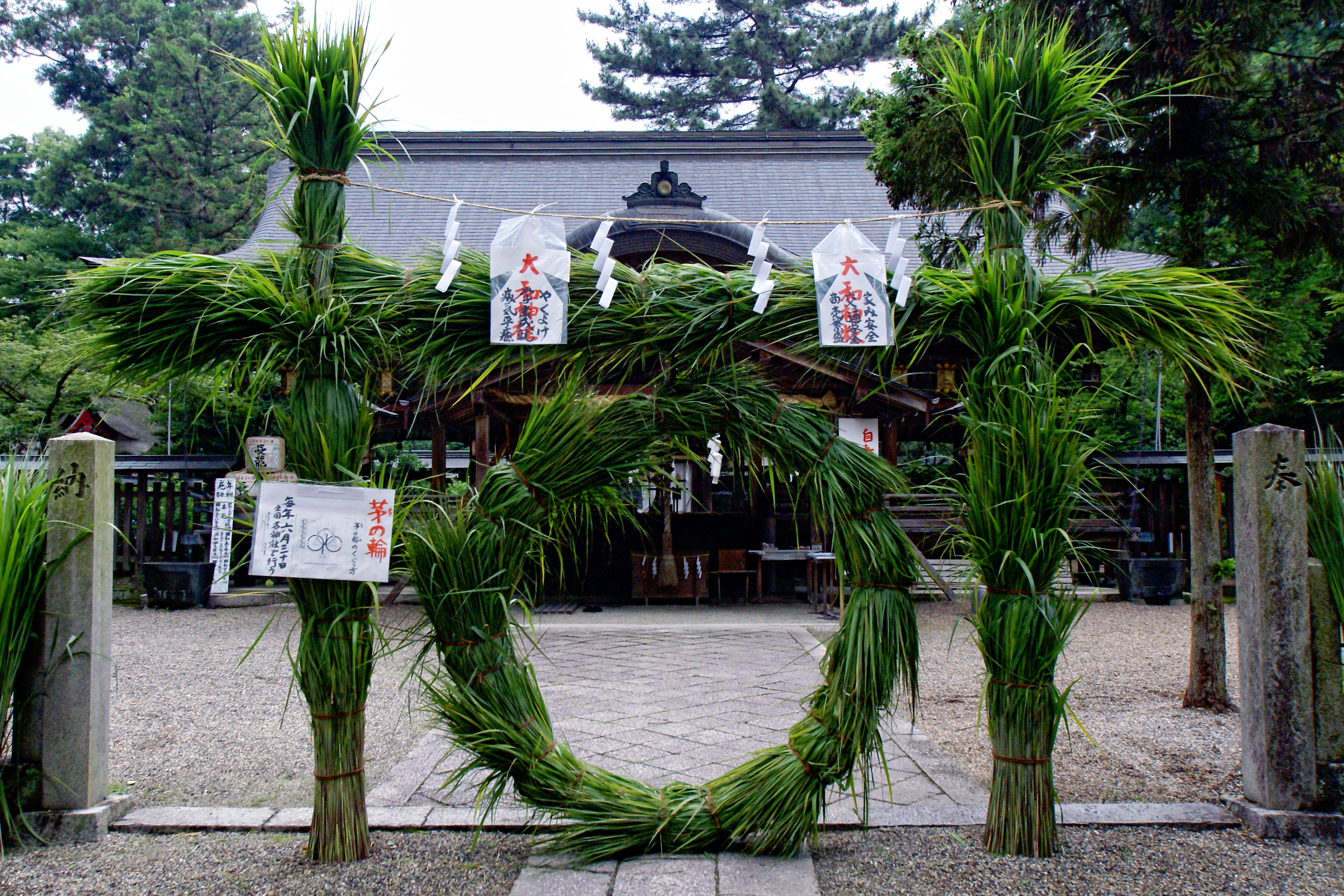
大祓。画像は大和神社

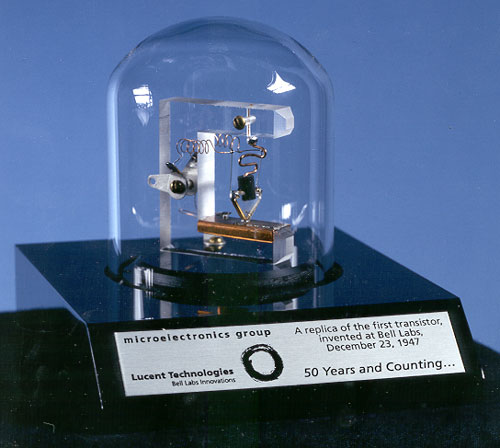
トランジスタの日。画像は1947年の世界初のトランジスタのレプリカ。

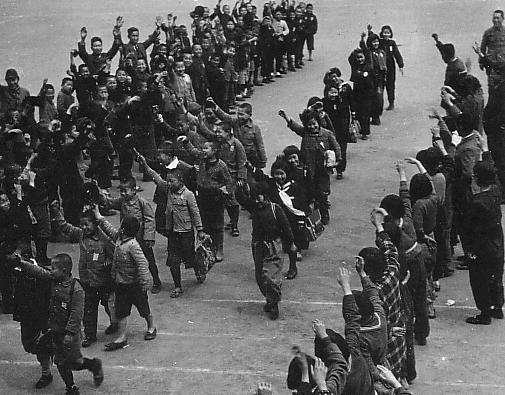
学童疎開(1944)

- 大祓（夏越の祓、中臣の祓）（ 日本）（神道）
神道儀式の祓の一つで、6月と12月の晦日の年2回行われ、このうち6月30日に行われるものを特に夏越の祓、中臣の祓などという。神社によっては、この日の前後に茅の輪が設置され、「茅の輪くぐり」が行われる[20]。
- 集団疎開の日（ 日本）
1944年のこの日、東条英機内閣が集団疎開の促進要綱を閣議決定した[21]。
- 独立記念日（ コンゴ民主共和国）
1960年のこの日、ベルギー領コンゴが独立してコンゴ共和国（後のザイール、現在のコンゴ民主共和国）となった。
- 軍隊記念日（ グアテマラ）
- 祈祷日（英語版）（ 中央アフリカ）
- トランジスタの日
1948年のこの日、ウィリアム・ショックレー、ジョン・バーディーン、ウォルター・ブラッテンが発明したトランジスタが初めて公開されたことを記念[22]。
- アインシュタイン記念日
1905年のこの日、アルベルト・アインシュタインが相対性理論に関する最初の論文「運動物体の電気力学について」をドイツの物理雑誌『アナーレン・デア・フィジーク』に提出した[23]。